# Carouge
Carouge és un municipi suís del cantó de Ginebra. Està separada de Ginebra pel riu Arve.

## Fills il·lustres
- André-François Marescotti (1902-1995) compositor musical.